# Saint-Adrien
Saint-Adrien (tiếng Breton: Sant-Rien) là một xã của tỉnh Côtes-d’Armor, thuộc vùng Bretagne, tây bắc Pháp.